# Piccola, bianca Sibert
Piccola, bianca Sibert (Bibifoc) è una serie animata francese creata da Morel e Éric Turlot. La serie consiste di cinquantadue episodi di tredici minuti l'uno, originariamente andati in onda su Antenne 2 a partire dal 3 ottobre 1985, e in Italia su Italia 1 dal settembre 1987 con repliche su Rete 4 e Canale 5.

## Trama
La storia della serie ruota intorno a tre amici: Tommy, Aura, una ragazzina eschimese e Sibert, una piccola foca bianca. Tommy è giunto al Polo Nord insieme a suo zio Fumo ed ai suoi assistenti, in apparenza ricercatori, ma in realtà cacciatori di foche. Quando Tommy apprende la verità decide di abbandonare la spedizione dello zio e si unisce ad Aura e Sibert, per poi girare il mondo in cerca di animali in pericolo da salvare. Nel corso della serie, i tre avranno spesso a che fare con bracconieri, cacciatori e commercianti di specie minacciate.

## Colonna sonora
La sigla italiana "Piccola bianca Sibert" è stata incisa da Cristina D'Avena, che realizzò anche un LP monografico dedicato alla serie dal titolo "Piccola, bianca Sibert".

## Personaggi
| Personaggio                | Doppiatore originale | Doppiatore italiano |
| -------------------------- | -------------------- | ------------------- |
| Tommy                      | Jackie Berger        | Paola Tovaglia      |
| Aura (Ayma)                | Séverine Morisot     | Debora Magnaghi     |
| Capitan Fumo (Oncle Smoky) | Philippe Dumat       | Vincenzo Tarascio   |
| Stecca (Sulfuric)          | Gérard Hernandez     | Diego Sabre         |
| Grafite (Tampon)           | Pierre Trabaud       | Pietro Ubaldi       |
| Dottor Cercasuoni          |                      | Riccardo Mantani    |

- Sibert, un cucciolo di foca protagonista della serie, riceve il nome ed un collare da Tommy e lo segue costantemente, diventando il suo "animale domestico". Salvata dai cacciatori, ricambia aiutando Tommy ed Aura quando sono in pericolo e li aiuta a salvare altri animali. Capisce in apparenza il linguaggio umano, ha espressioni e comportamenti umani (ad esempio usa le pinne come mani), ma non parla.
- Tommy, un ragazzino che incontra Sibert all'inizio della serie, difensore giurato delle foche e di qualsiasi altro animale. Scoperta l'attività dello zio, si trasferisce nel villaggio di Aura, che usa come base per le missioni di salvataggio. Nonostante la giovane età, guida motoslitte e altri veicoli senza problemi.
- Aura (Ayma), coetanea e amica di Tommy, oltre che sua alleata nella lotta contro i cacciatori; a differenza di Sibert, non lo accompagna in ogni suo viaggio.
- Padre di Aura, capo di un villaggio eschimese, un uomo robusto e bonario, che usa la sua forza per difendere i cuccioli di foca e all'occorrenza la figlia e Tommy.
- Grafite (Tampon), il principale antagonista della serie, a capo di un grande gruppo di cacciatori di foche, poi di animali di vario genere. Ha varie basi segrete. Oltre a perseguitare Sibert, in più occasioni rapisce o cerca di eliminare i suoi amici umani.
- Zio Fumo (Oncle Smoky), lo zio di Tommy, che assieme ai suoi compici forma un trio di maldestri cacciatori, i cui piani sono costantemente intralciati dal nipote. Si redime nell'ultimo episodio, aiutando Tommy, Aura e Sibert a sconfiggere Grafite.
- Stecca (Sulfuric) e Cippi (Carbonne), sono i due imbranati assistenti di zio Fumo.

## Episodi(in italiano conosciuti parzialmente)
1. La nascita (La Naissance) [4]
2. Il collare (Le Collier)[5]
3. Aura (Ayma)[6]
4. È questo l'iceberg[7] (L'Iceberg)
5. Il pericolo via radio (Radio Danger)[8]
6. La trappola (Le Piège)
7. Il Richiamo per le foche (L'Appel des phoques)[9]
8. Cercasuoni ci ripensa (Tournebroche se repent)
9. Il malvagio Graffite (Chantage)
10. Il viaggio (Le Voyage)
11. Balene a babordo (Les Baleines)
12. I cacciatori (Les Chasseurs)
13. L'isola delle tartarughe (La Chasse à la tortue)
14. La Grande Nuit
15. Fuga sotto i ghiacci (Sous la glace)
16. I cacciatori di foche (Le Grand Appel)
17. Il rapimento (L'Enlèvement)
18. L'Usine
19. Il safari (Safari)
20. Avventura in africa (Terre interdite)
21. Sauve qui peut
22. La Grande Bleue
23. Manipulation
24. Il sabotaggio(Sabotage)
25. La Grande Question
26. La Surprise
27. La scomparsa dei conigli (Les Ravisseurs)
28. Les désillusions du docteur
29. Vacanze sulla neve (Le chamois)
30. L'avalanche
31. Una crociera in movimento (Quelle traversée)
32. La recherche
33. Le naufrage
34. L'iceberg
35. La licorne
36. Salvate i leopardi (Bibi-panthères)
37. La grande chasse
38. Le sous-marin
39. A la recherche du yéti
40. Le lièvre blanc
41. Il mistero della pellicola (L'avion blanc)
42. Les photos
43. Le panda
44. La rançon
45. Chez les mayas
46. Le sanctuaire
47. Attenti al gorilla (Gare au gorille)
48. Bibifoc fait le singe
49. Promenons-nous dans les bois
50. Gardez le garde
51. Il ritorno di Grafite (Tampon contre-attaque)
52. Décontamination